# Malloderma
Malloderma är ett släkte av skalbaggar. Malloderma ingår i familjen långhorningar.
Kladogram enligt Catalogue of Life:
| Malloderma | \| \| Malloderma pascoei \| \| \| \| \| \| Malloderma pulchra \| \| \| \| |
|            | \| \| Malloderma pascoei \| \| \| \| \| \| Malloderma pulchra \| \| \| \| |
|            | Malloderma pascoei                                                        |
|            |                                                                           |
|            | Malloderma pulchra                                                        |
|            |                                                                           |